# Louise Ambjørg Svalastog
Louise Ambjörg Svalastog (tidligere gift: Spellerberg; født 1. oktober 1982 i Kolding) er en tidligere kvindelig dansk håndboldspiller og nuværende sportsdirektør i København Håndbold.
Hun startede med at spille håndbold som 3½ årig i Bramdrupdam, og som 10 årig skiftede hun til Kolding IF Håndbold. I sommeren 2008 skiftede hun tilbage til Kolding efter et ophold på ét år i Ikast-Brande EH.[kilde mangler]
I 2012 deltog hun i TV 2-programmet Vild med dans.

## Privat
Louise Svalastog har været gift med håndboldspilleren Bo Spellerberg fra KIF Kolding København, med hvem hun har en datter.